# Wederuitvoer
Wederuitvoer is een douanebestemming die alleen aan niet-communautaire goederen kan worden gegeven. De wederuitvoer kan plaatsvinden als aan de douane is kennisgegeven dat de niet-communautaire goederen weer buiten de Europese Unie gebracht zullen worden of nadat een aangifte tot wederuitvoer is gedaan. 
Een aangifte tot wederuitvoer moet worden gedaan voor goederen die tijdens hun verblijf in de EU onder een economische douaneregeling waren geplaatst. Dit is bijvoorbeeld het geval als de goederen onder de economische douaneregeling actieve veredeling zijn geplaatst en dat na behandeling in de EU weer wederuitvoer moet plaatsvinden. De procedure voor het doen van een aangifte voor wederuitvoer is overigens hetzelfde als bij een uitvoeraangifte.
Indien niet-communautaire goederen niet onder een economische douaneregeling waren geplaatst tijdens hun verblijf in de EU hoeft er geen aangifte voor wederuitvoer te worden gedaan om de goederen buiten de EU te voeren. Dit komt bijvoorbeeld voor indien niet-communautaire goederen vanuit Polen naar Rotterdam vervoerd worden onder de regeling extern communautair douanevervoer. In Rotterdam wordt de regeling douanevervoer beëindigd. De goederen zijn bestemd om per schip naar de Verenigde Staten vervoerd te worden. In Rotterdam hoeft dan geen aangifte voor wederuitvoer te worden gedaan. Enkel de mededeling aan de douane dat de goederen weder uitgevoerd zullen worden is dan voldoende.